# Bathyschraderia magnifica
Bathyschraderia magnifica is een vlokreeftensoort uit de familie van de Pontogeneiidae. De wetenschappelijke naam van de soort is voor het eerst geldig gepubliceerd in 1959 door Dahl.